# Dödsorsaksregistret
Dödsorsaksregistret (DOR) är ett register med data från 1950 som ger underlag för den officiella statistiken om dödsorsaker i Sverige, beskrivningar av befolkningens hälsa, som underlag för insatser i hälso- och sjukvården och för forskning. Registret är uppbyggt på Världshälsoorganisationen WHO:s register för dödsorsaker ICD och förvaltas sedan 1997 av Socialstyrelsen.
Målsättningen med registret är enligt Socialstyrelsen att samtliga som avlider i Sverige ska ingå, en uppfyllelsegrad som man uppnått varje år under de senaste decennierna. Det som i viss mån kan ifrågasättas är viss data i och med att allt färre avlidna blir obducerade och det då är upp till vederbörande läkare att bedöma primär dödsorsak.

## Tillgång
På Socialstyrelsens hemsida finns statistik över dödsorsaker tillgänglig genom en statistikdatabas , dock med avidentifierat sökmaterial, i och med att dödsorsak på individnivå försvann ur folkbokföringen 1991 när den flyttades över från Svenska Kyrkan till Skatteverket. Det finns ett fåtal medarbetare på Socialstyrelsen som har möjlighet att göra uttag på individnivå och koppla materialet till en viss person, men då enbart i syfte för medicinsk forskning och statistik.

## Historik
Ursprungligen ansvarade Statistiska Centralbyrån för Dödsorsaksregistret.
Det första svenska registret över dödsorsaker skapades åren 1950-51 men var ej heltäckande. Därefter finns historiska register för åren 1952-60, 61-67 och 68-96, samtliga uppdaterade utifrån förändringar i ICD-registret.